# Autopart
Автозапчастина — польський виробник і марка стартерних акумуляторів. Компанія, заснована в 1982 році Яцеком Боком, зі штаб-квартирою за адресою al. Kwiatkowskiego 2a в Мельці. З 2008 року як акціонерне товариство ; Спочатку компанія спеціалізувалася на регенерації акумуляторів, щоб з часом розпочати виробництво акумуляторів для автомобілів під замовленими брендами, а також під приватними марками. Член Асоціації виробників та імпортерів акумуляторів та батарей у Польщі. Компанії було присвоєно звання Business Cheetah у 2012 та 2015. Компанія отримала золоту медаль Познанського міжнародного ярмарку. за лінійку батарей Gold. Компанія нагороджена Лавром інновацій за проєкт "Запуск виробництва свинцево-кислотних стартерних акумуляторів з позитивним електродом, отриманим тягне-тягнутим методом. За акумулятори GALAXY Hybrid компанія була нагороджена Європейською медаллю, нагородженою установою, що діє при Європейській комісії — Європейським економічним і соціальним комітетом, Міністерством закордонних справ та Клубом Business Center. Автопарт також увійшов до списку 1000 компаній, які надихають Європу — рейтинг, який щороку складає Лондонська фондова біржа. Autopart виконує власні проєкти та дослідження у власній лабораторії, а також разом із Центральною лабораторією акумуляторів та клітин у Познані та Технологічним університетом у Варшаві, Познані, Кракові та Жешуві.
Головний спонсор першої ліги жіночої волейбольної команди «Мелнокс-Автопарт», пізніше «ТелеНет».

## Історія
Компанія була заснована в 1982 році як підприємницька діяльність Яцека Бонка — колишнього інженера авіаційних заводів WSK PZL-Mielec — створена як гаражне підприємство : Zakład Mechaniki i Elektromechaniki Pojazdowej у Мельці — спеціалізується на регенераційних батареях. У 1990 році було створено підприємство під назвою Autopart, що спеціалізується на виробництві акумуляторів. У 90-х роках ХХ століття дистриб'ютор продукції Exide з мережею кількох магазинів, а також виробник власних конструкцій акумуляторів. У 2012 році склад було значно розширено. У 1995 році підприємство самостійно запустило виробництво порошку та решіток, що дозволило розгорнути повне, повністю власне виробництво стартерних акумуляторів. Того ж року компанія почала працювати в рамках Спеціальної економічної зони Євро-Парк Мелец. У 2015 році зали знову розширили, а у 2016 і 2017 роках компанія запустила конвеєр на базі 16 спеціальних ванн для формування батареї з випрямлячами, системою завантаження і розвантаження та системою очищення повітря.

## Виноски
1. 1 2  https://motofocus.pl/producenci-czesci-i-dystrybutorzy/80843/co-piaty-akumulator-w-polsce-pochodzi-z-naszej-fabryki-wywiad-z-wiceprezesem-firmy-autopart-sa
2. ↑  http://www.krs-online.com.pl/autopart-s-a-krs-299698.html
3. ↑  https://nowiny24.pl/autopart-sa-akumulatory-przyszlosci/ar/11901158
4. 1 2  Litera A - Encyklopedia Miasta Mielca, архів оригіналу за 13 червня 2021, процитовано 25 березня 2022
5. 1 2 3  Co piąty akumulator w Polsce pochodzi z naszej fabryki- wywiad z wiceprezesem firmy AUTOPART SA (pl-PL) , 18 грудня 2019, архів оригіналу за 25 жовтня 2020, процитовано 25 березня 2022
6. ↑  Dane,Czas na jaki utworzono spółkę,Kapitał spółki,Upoważnienie do emisji warrantów z KRS - AUTOPART S.A.,KRS 0000314676 | KRS on-line Info Veriti{{citation}}:  Обслуговування CS1: Сторінки з параметром url-status, але без параметра archive-url (посилання)
7. ↑  Gepard Biznesu 2012 – Gepardy Biznesu (pl-PL) , архів оригіналу за 16 квітня 2021, процитовано 25 березня 2022
8. ↑  Autopart SA - akumulatory przyszłości (пол.), архів оригіналу за 12 грудня 2020, процитовано 25 березня 2022
9. 1 2  AUTOPART: specjaliści w produkcji akumulatorów wapniowych (pl-PL) , архів оригіналу за 7 травня 2021, процитовано 25 березня 2022
10. ↑  , Redakcja, "BCC: Medal Europejski dla akumulatorów AUTOPART Mielec"
11. ↑  Akumulatory na medal (pl-PL) , 25 листопада 2011
12. ↑  , Redakcja, "Producent akumulatorów samochodowych Autopart Mielec wyróżniony przez londyńską giełdę"
13. 1 2 3 4  , TiO interactive :: e-business solutions- www.tiointeractive.pl, "Od biznesu w garażu do Autopartu i produkcji 2,5 mln akumulatorów rocznie"
14. 1 2 3 4  Litera B - Encyklopedia Miasta Mielca, архів оригіналу за 5 серпня 2020, процитовано 25 березня 2022
15. ↑  Autopart S.A. (pl-PL) , архів оригіналу за 25 вересня 2018, процитовано 25 березня 2022
16. ↑  Hala magazynowa AutoPart - realizacje
17. ↑  , Redakcja, "W Mielcu rozbudowują fabrykę i szukają pracowników"